# Festival Anuncio
 (août 2022).
 (août 2022).
Le Festival Anuncio est un événement organisé par l'association Anuncio qui « crée, promeut et diffuse une culture inspirée par l'Évangile » .
Cet événement culturel explicitement chrétien (catholique) propose à des jeunes de partager leur joie et de vivre l'Évangile via des concerts et animations de rue, pièces de théâtre, chorales, des rencontres et échanges improvisés dans la rue ou sur la plage. 200 festivaliers (dont quelques prêtres et religieux) y participent en moyenne. Le premier festival a eu lieu en 2008. Il se tient chaque été depuis. Les participants, appelés festivaliers, sont envoyés deux par deux à la rencontre des personnes, à l’image des "72 disciples" de Jésus-Christ tel que l'Évangile le raconte (Luc 10).
Le festival a été principalement localisé dans le Var (département), puis à partir de 2015 sur le littoral de Montpellier en Hérault (département), puis (2020 et 2021) un peu partout en France : en Bretagne (région nantaise), dans le Sud-Ouest (Lourdes) dans le Nord (Malo-les-Bains).

## Motivation
L'association Anuncio Mission est née à la suite de l'expérience du festival Anuncio dans le contexte de la nouvelle évangélisation.

## Histoire
Créé à l'initiative de Raphaël Cornu-Thénard, le premier Festival Anuncio se déroule en 2008 dans 5 villes et se clôture à Paris,. Son fondateur explique qu'il souhaitait faire de l'évangélisation à la suite de sa propre conversion. Il fait alors le rêve d'un immense champs de blé, avec des personnes avançant en une rangée, à la façon d'un « râteau ». Il imagine alors le concept des missionnaires allant en groupes dans les villes de la côte.
En 2009, l'édition se déroule dans 7 villes et se clôture à Paris, où plus de 250 jeunes participent à l'organisation de ce Festival,.
En 2010, le Festival Anuncio s'est aussi déroulé à Cannes, pendant le Festival de Cannes. Le Festival Anuncio de l'été se déroule dans 10 villes, dont deux en Espagne, avec plus de 300 jeunes.
En 2011, il se déroulait en Espagne et a fait partie du Festival Culturel des Journées mondiales de la jeunesse 2011. 900 jeunes ont participé au festival, et près de 15 000 se sont retrouvés Plaza de España pour assister aux concerts ou profiter d'un parcours d'évangélisation sur une journée, organisé par les festivaliers. Le mouvement Anuncio a organisé une maison appelée la Casa Anuncio dans laquelle des jeunes préparent le Festival Anuncio en Espagne.
En 2012, fort du succès des JMJ, Anuncio lance le festival dans une douzaine de villes, mettant pour la première fois les pieds en Bretagne. Pour l'occasion, deux sanctuaires ont été choisis pour lancer le festival : Notre Dame d'Auray pour la Bretagne, et la Sainte Baume pour la Côte d'Azur et la Côte Basque,,.

Fin 2018, Mélanie Duflot, médecin à la prison de Fleury-Mérogis, a succédé à Raphaël Cornu-Thénard à la présidence de l'association.

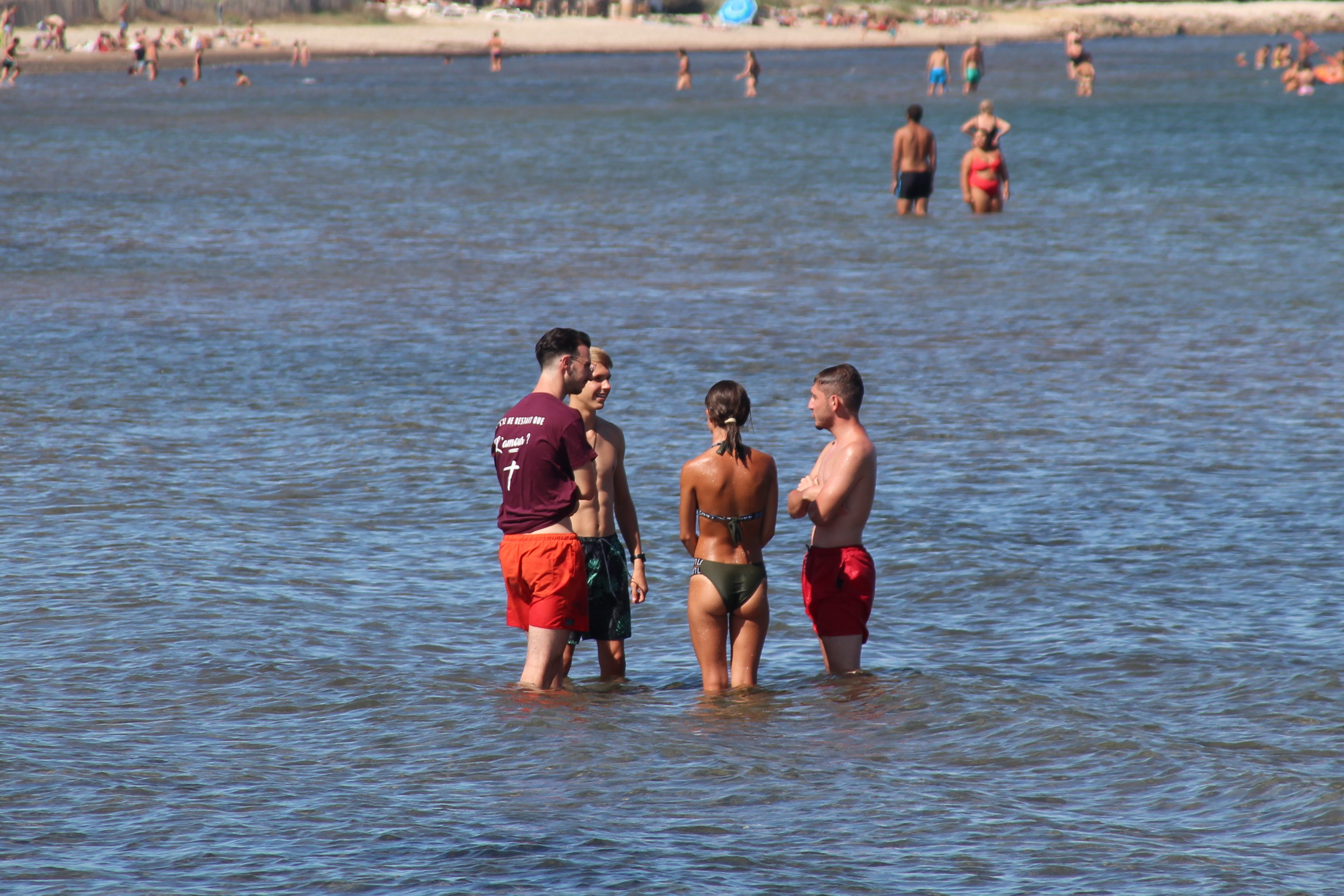
Rencontre entre missionnaires et vacanciers été 2020

En 2020 s'est tenu du vendredi 31 juillet au soir au dimanche 9 août en début d'après-midi. Le thème était ''Et s'il ne resterait que l'Amour?''. Cette phrase était inscrite sur le t-shirt des festivaliers. Cette édition a été marquée par la création de cinq lieux de lancement et de final, appelé Pôles : 
- Pôle OUEST : lancement à Guérande avec le festival ensuite à Pornic et Guérande.
- Pôle SUD-OUEST : lancement à Lourdes avec le festival décliné à Lourdes, Pau, Toulouse.
- Pôle SUD : lancement à la Grande Motte puis dans les villes de Montpellier, Sète, La Grande Motte, Aigues-Mortes, Aix-en-Provence et Orange.
- Pôle SUD-EST : lancement à Hyères puis festival à Hyères, l'Ile Rousse (Corse), Saint-Raphaël, Solliès-Pont.
- Pôle EST : lancement à l'abbaye d'Autrey puis festival à Saint-Dié-des-Vosges et au Mont Sainte-Odile.
Le nombre de festivalier a fortement augmenté (200 en 2019 contre 320 en 2020) ainsi que le nombre de ville de mission (7 en 2019 contre 17 en 2020).
Le festival 2022 a lieu du jeudi 28 juillet au dimanche 7 août. Il a pour thème la soif.

### Inspiration
Le festival Annucio a inspiré d'autres festivals, comme Amen-toi dirigé par l'étudiante en théologie d'Angers Julie Le Rouge.

## En dehors du festival
Des colocations nommées « Casa Anuncio » ont été créées avec des missions d'évangélisation ponctuelles pendant l'année,.
Le « Congrès Mission » se tient à partir de 2015, porté par Anuncio mais également par Parcours Alpha, des communautés de l’Emmanuel et la communauté Aïn Karem.